# 近海郵船

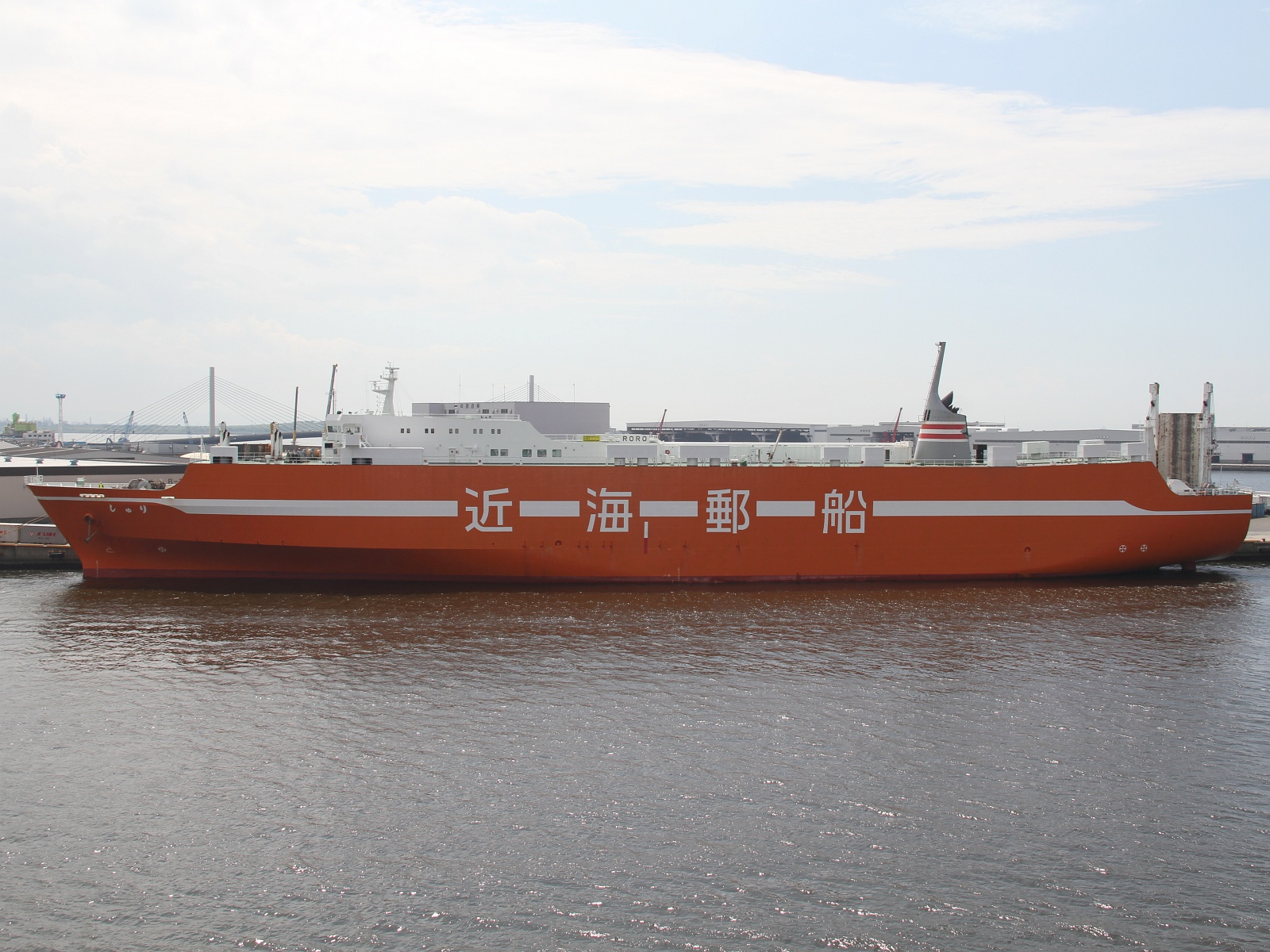
RO-RO船「しゅり」 - 大阪南港

近海郵船株式会社（きんかいゆうせん）は、日本の海運会社。貨物専用フェリーなどを運航している。日本郵船の完全子会社である。
本項では、前身の近海郵船（初代）時代より一括して記述する。

## 概要
1923年4月、日本郵船の近海内航部門を分離して近海郵船（初代）を設立。のち、第二次世界大戦前後に日本郵船との合併や新会社の設立を繰り返した後、近海郵船（2代）が設立され営業を行ってきたが、2003年に定期航路事業などを新たに設立した近海郵船物流に営業譲渡した（同社の名称は2013年、近海郵船（3代）に変更されている）。
北海道から沖縄まで、日本国内で比較的長距離の航路を開設し、それぞれRO-RO船を運航している。なお、過去には近海郵船（2代）が、豪華な貨客フェリー サブリナ、ブルーゼファーの二隻を東京港 - 釧路港間に運航していた。日本の豪華フェリーの先駆けとなる船でグッドデザイン賞を受賞した。

## 沿革
- 1923年4月 - 近海郵船株式会社（初代）を設立する。
- 1939年9月 - 日本郵船と合併する。
- 1943年6月 - 郵船近海機船株式会社を設立する。
- 1949年7月 - 郵船近海機船株式会社を解散し、近海郵船株式会社（2代）を設立する。
- 1969年4月 - 日本郵船の内航航路の全ておよび近海の事業を継承する。
- 1970年
  - 4月 - 初のRO-RO船「北斗丸」を新造し、大阪〜苫小牧航路に就航する[4]。
  - 12月18日 - 東京〜釧路間の定期カーフェリー航路免許を取得[5]。
- 1972年4月6日 - 東京〜釧路間の定期カーフェリー航路を開設する[6][7]。
- 1975年 - 東京-釧路フェリー航路の釧路港停泊地を北埠頭から西港第一埠頭に変更[8]。
- 1996年9月21日 - 東京〜釧路フェリー航路の一部を十勝に寄港する三角航路に変更する[9]。上り便のうち約3分の1・週平均約1.5便を十勝寄港とした[10]。
- 1997年4月1日 - 東京〜釧路フェリー航路上り全便を十勝寄港とする[11]。
- 1999年11月13日 - 東京〜釧路〜十勝間の旅客営業を廃止し[12]、代替としてRO-RO船が就航する[6][13]。
- 2003年 - 10月 - 近海郵船物流株式会社を設立し同年12月、定期航路事業などを近海郵船（2代）より営業譲渡する。
- 2013年4月 - 商号を近海郵船株式会社（3代）に変更する[2]。

## 航路

### 旅客
1972年よりフェリーを使用した航路を運航していたが、1999年11月で旅客営業を廃止した。
- 東京港（有明埠頭） - 釧路港（当初は東港、1975年西港に移転）（1996年より上り便のみ十勝港に寄港）

### 貨物
定期航路
- 苫小牧港 - 敦賀港
- 苫小牧港 - 常陸那珂港
- 東京港 - 苫小牧港
- 東京港・横浜港 - 仙台港
- 東京港 - 大阪港 - 那覇港
- 敦賀港 - 博多港

専用船による航路
- 東京港 - 苫小牧港
  - 王子製紙関連の王子物流やオーシャントランス（内航事業部）と協業で運航。同航路には、他社が運航する2隻と併せて毎日1便が運航されている。[14][15]
- 名古屋港 - 博多港

## 船舶

### 運航中の船舶

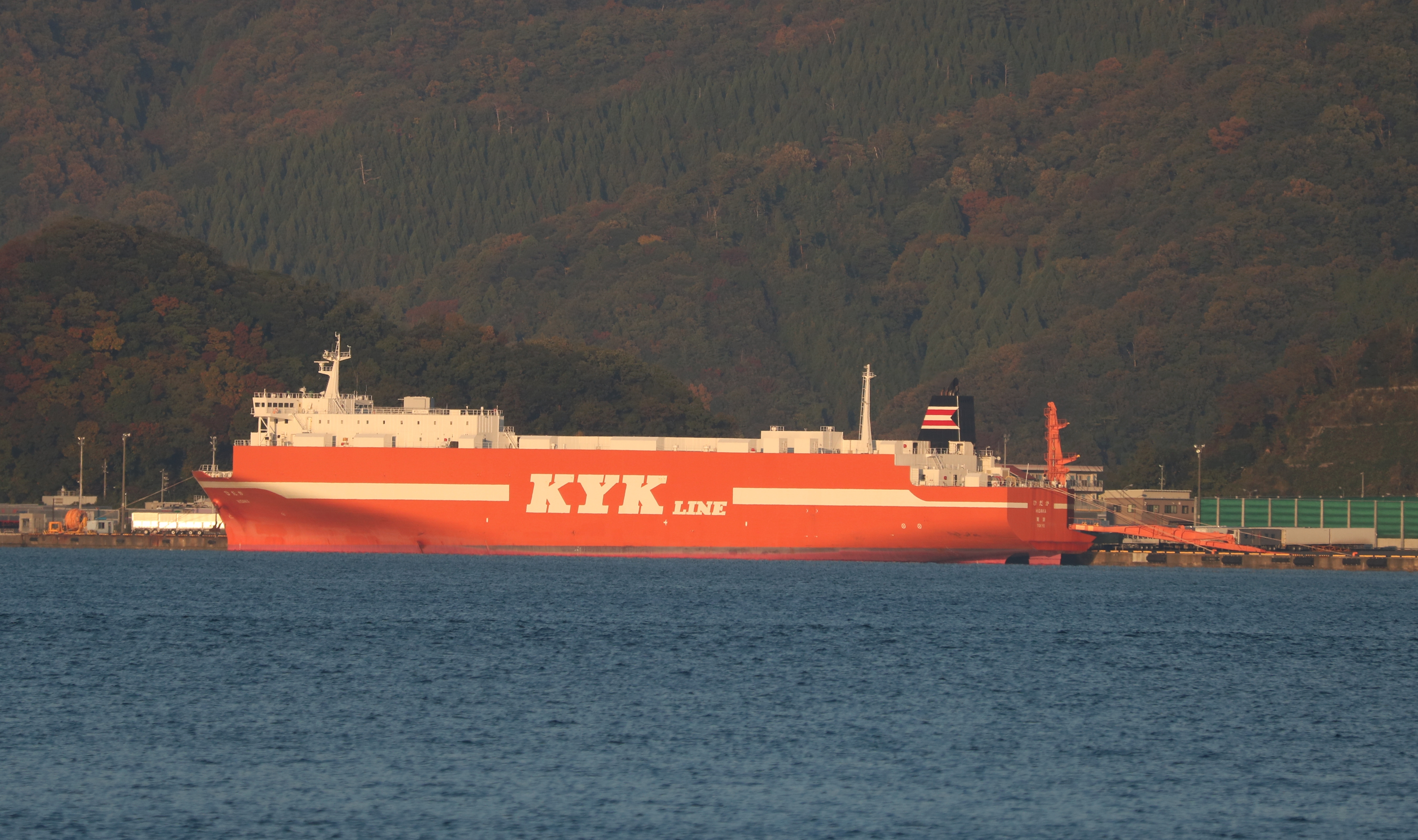
敦賀新港に停泊中の「ひだか」

船体の塗装は、RO-RO船についてはオレンジ色に白線ラインが入り、船体側面中央には白字で「近海郵船」と書かれたデザインである。また、2015年からの新造船では側面のロゴが「KYK LINE」となっている。但し、専用船については塗装が異なるほか船体側面に荷主企業のロゴマークが大きく書かれている。
RO-RO船
- なのつ（元・ろーろーまりも/まりも）

1999年11月竣工。8,348総トン。全長167.7m、航海速力21.7ノット。
車両積載数：12mトラック128台、乗用車152台。今治造船建造。
当初はフェリー営業終了後の東京 - 釧路航路に「ろーろーまりも」として就航、その後「まりも」への改名の後2018年1月まで苫小牧 - 常陸那珂航路で運航。2019年4月より敦賀 - 博多航路に就航。
- ましう（元・ろーろーさろま）

1999年11月竣工。8,349総トン。全長167.7m、航海速力21.7ノット。
車両積載数：12mトラック128台、乗用車152台。今治造船建造。
当初はフェリー営業終了後の東京 - 釧路航路に就航、2015年現在は苫小牧 - 常陸那珂航路に就航。
- とかち

2002年11月竣工。9,858総トン。全長167.7m、航海速力23.2ノット。
車両積載数：12mトラック128台、乗用車103台。今治造船建造。
当初は敦賀 - 苫小牧航路、その後東京 - 苫小牧の王子製紙の巻取紙専用船として就航。2019年7月頃から敦賀 - 博多航路に就役。
- しゅり

2002年7月竣工。9,813総トン。全長168m、幅24m。航海速力21.0m。
車両積載数：12mシャーシ127台。コンテナ積載数:300TEU。今治造船建造。
東京 - 大阪 - 那覇航路に就航。
- ひだか

2015年1月竣工。11,185総トン。全長179.9m、幅27m。航海速力23.0ノット。
車両積載数:13mシャーシ160台。神田造船所建造。
敦賀 - 苫小牧航路に就航。船体側面に「KYK LINE」塗装。
- つるが

2015年5月竣工。11,193総トン。全長179.9m、幅27m。航海速力23.0ノット。
車両積載数:13mシャーシ160台。神田造船所建造。
敦賀 - 苫小牧航路に就航。船体側面に「KYK LINE」塗装。
- ほくと(2代目)

2015年9月竣工。11,193総トン。全長179.9m、幅27m。航海速力23.0ノット。
車両積載数:13mシャーシ160台。神田造船所建造。
敦賀 - 苫小牧航路に就航。船体側面に「KYK LINE」塗装。
その他
- はるかぜ（フィーダーコンテナ船）

2002年12月竣工。749総トン。全長90.0m、幅13.4m、航海速力13.2ノット。
コンテナ積載数:152TEU。三浦造船所建造。
仙台 - 東京・横浜航路に就航。

### 過去に運航していた船舶

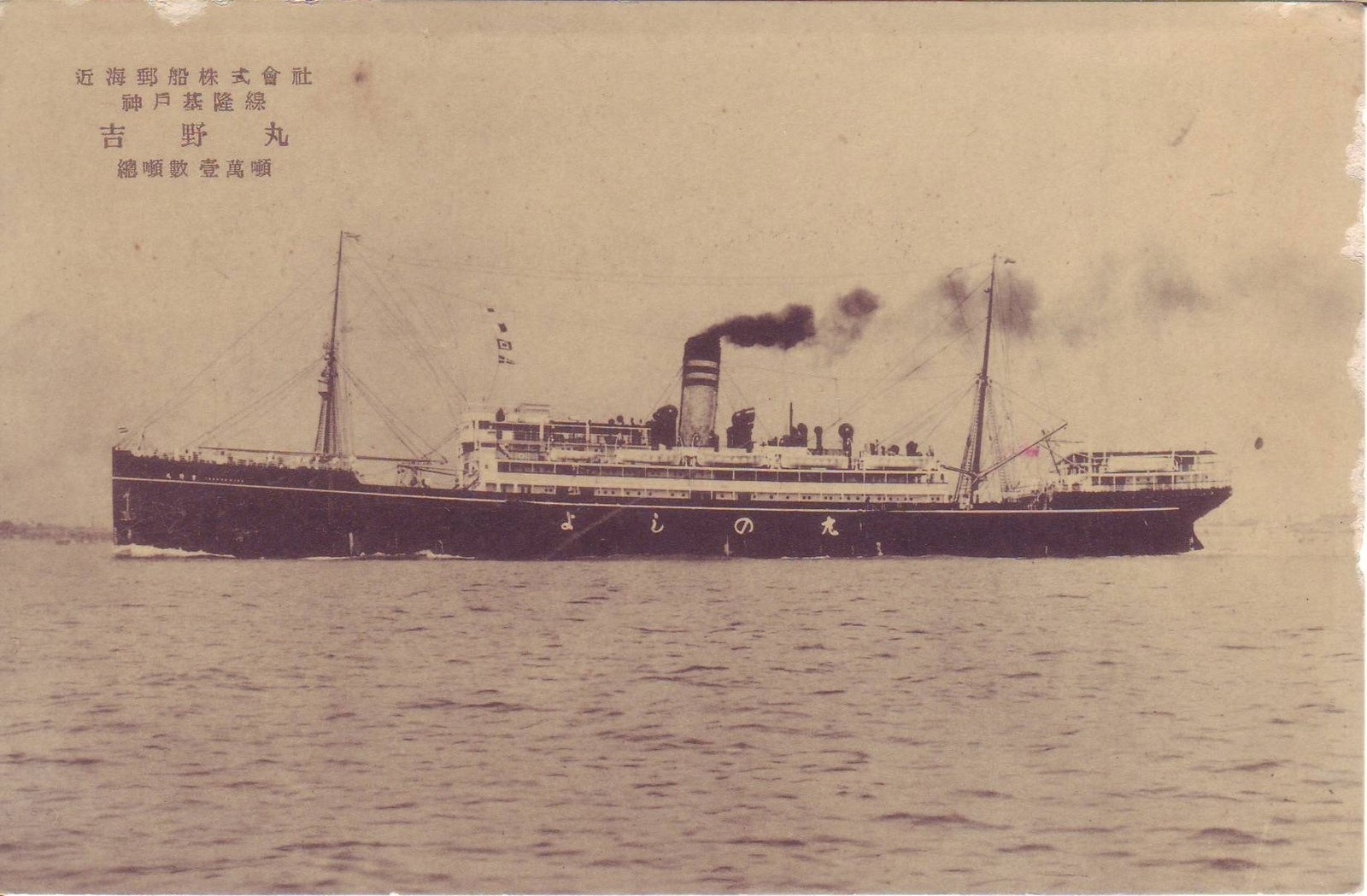
吉野丸

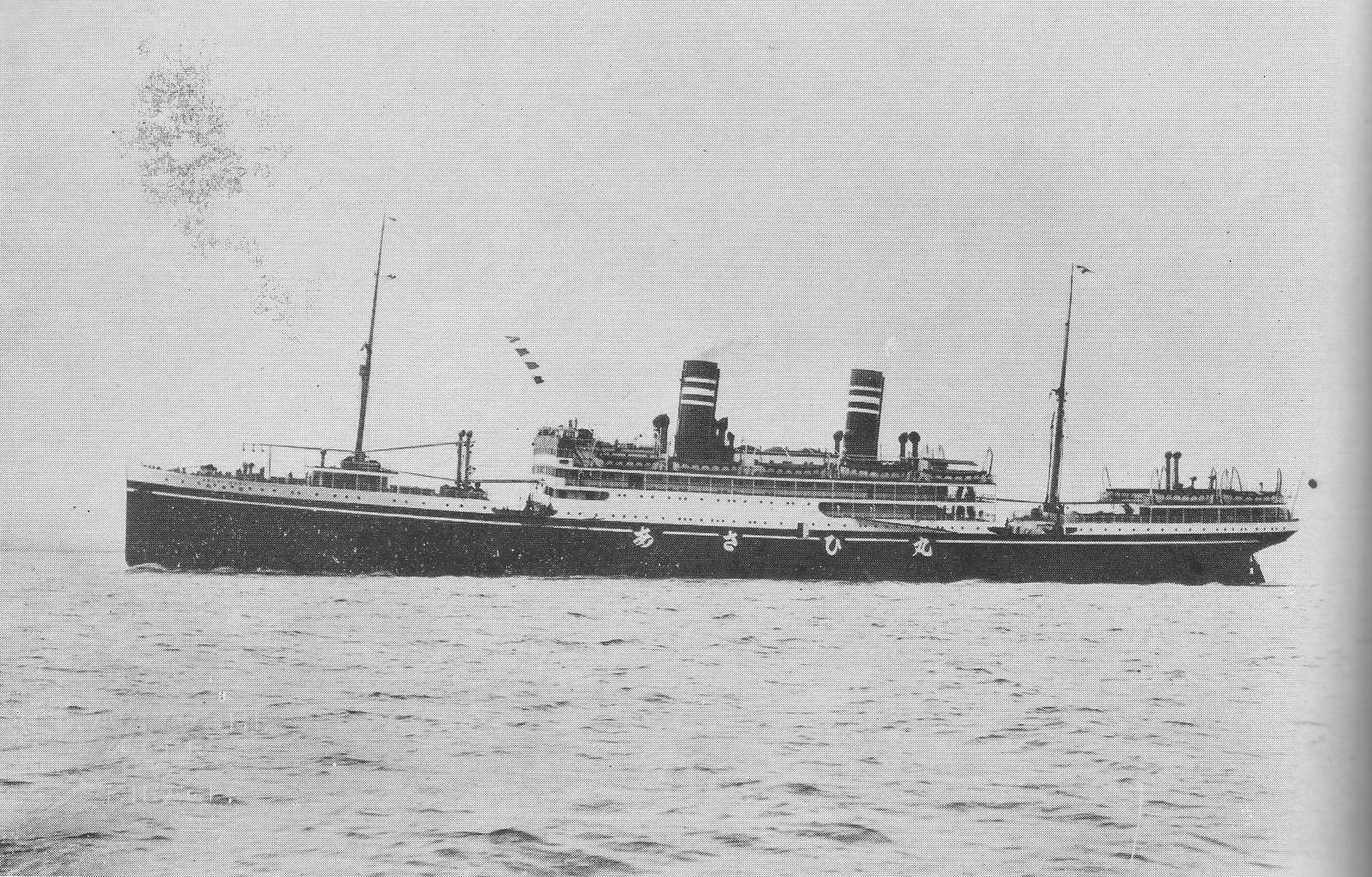
朝日丸

客船・フェリー
- 吉野丸

元ドイツ船「クライスト」（kleist）1906年竣工、8,999総トン、全長146.3m、幅17.4m、深さ11.9m、四連成レシプロ×2機、最高速力17.0ノット、旅客定員631名（一等42名、二等49名、三等540名）。第一次世界大戦の賠償船として日本が取得、近海郵船が政府から運航を受託して1921年に台湾航路に就航した。1929年に払い下げられ近海郵船の所有となる。1944年7月31日、ルソン島の北方でパラオ級潜水艦パーチおよびガトー級潜水艦スチールヘッドの攻撃を受けて沈没した。
- 大和丸

元イタリア貨客船「ジュゼッペ・ベルディ」（SS Guuseppe Verdi）1915年竣工、9,656総トン、全長147.2m、幅18.0m、深さ11.3m、最高速力17.2ノット、旅客定員951 名（一等61名、二等217名、三等673名）。朝日丸と姉妹船で1928年に近海郵船が購入、台湾航路に就航した。1943年9月13日、東シナ海でガトー級潜水艦スヌーク（snook）の雷撃を受け、沈没した。
- 朝日丸

元イタリア貨客船「ダンテ・アリギエーリ」（SS Dante Alighieri）大和丸と姉妹船で1928年に近海郵船が購入、朝日丸と命名され、台湾航路に就航。1937年8月、日中戦争勃発のため海軍に徴用され病院船となる。1938年3月26日、三菱重工業神戸造船所で定期検査中のため係留中に傾斜して浸水するが修理される。太平洋戦争開戦後は、主に南方で活動した。1943年11月10日、特設運送船となるが、1944年2月5日、備讃瀬戸でタンカーと衝突、左舷中央部の破口から機関室に浸水、座礁着底する。船体に亀裂が入ったため放棄され、1949年に解体された。
- 富士丸

1937年竣工、9,138総トン、全島146.0m、幅18.4m、深さ11.0m蒸気タービン×2基、最高速力19.9ノット、旅客定員977名（一等31名、二等165名、三等781名）。神戸～基隆航路に投入された新造船で、同年に就航した大阪商船の高砂丸とライバル関係にあった。1943年10月27日、奄美大島西方でガトー級潜水艦シャードおよびタンバー級潜水艦グレイバックの攻撃を受け、沈没した。
- 芝園丸

元日本郵船「芝罘丸」 1913年竣工、1,934総トン、全長78.0m、幅18.0m、深さ11.1m、最高速力10.0ノット、旅客定員142名（一等18名、二等19名、三等105名）。三菱造船長崎造船所建造。1935年に改名し東京 - 小笠原航路を中心に就航。1945年1月3日、鳥島沖でガトー級潜水艦キングフィッシュの魚雷攻撃を受け沈没しこれに伴い小笠原航路の運航を休止。
- まりも

1972年3月竣工。9,258総トン。全長166.5m、幅24.0m、航海速力20.7ノット。
定員833名。車両積載数:トラック90台、乗用車100台。瀬戸田造船製造。
東京 - 釧路航路に就航。1990年のサブリナ・ブルーゼファー就航後は予備船となり1992年にオーシャン東九フェリーへ用船、1996年フィリピンへ売却の後2005年火災で焼失。
- ましう

1973年6月竣工。8,783総トン。全長166.5m、幅24.0m、航海速力20.7ノット。
定員452名。内海造船瀬戸田工場製造。
東京 - 釧路航路に就航。1977年売却。
- さろま

1975年竣工。8,885総トン。全長166.5m。ましうと同型船。
定員563名。内海造船瀬戸田工場製造。
東京 - 釧路航路に就航。1990年カメリアラインへ売却。
- サブリナ（SABRINA）

1990年4月竣工。12,521総トン。全長186.5m、幅24.8m、航海速力23.2ノット（最大25.4ノット）。
定員694人。車両積載数:トラック170台、乗用車140台。神田造船所川尻工場建造。1990年グッドデザイン賞受賞。
東京 - 釧路航路に就航。フェリー営業廃止後は中国・威東航運に売却され「NEW GOLDEN BRIDGE2」として就航。
- ブルーゼファー（BLUE ZEPHYR）

1990年7月竣工。12,524総トン。全長186.5m、幅24.8m、航海速力23.2ノット（最大25.4ノット）。
定員694人。車両積載数:トラック170台、乗用車140台。神田造船所川尻工場建造。
東京 - 釧路航路に就航。フェリー営業廃止後は中国・津川国際客貨航運に売却され「天仁」として就航。
貨物船
- 北斗丸[17]

1970年竣工。2,163総トン。全長107.4m、幅16.0m、航海速力21.2ノット。
積載数:新聞用紙ロール3,032本、20ftコンテナ124TEU、乗用車192台。宇品造船所建造。
- 王郵丸

2000年竣工。9,841総トン。全長167.7m、幅24.0m、航海速力21.2ノット。
車両積載数:12ｍシャーシ128台、乗用車103台。今治造船丸亀事業部建造。
王子製紙の巻取紙専用船として東京 - 苫小牧間に就航。2015年売却。
- しゃとるえーす（自動車運搬船）

1993年竣工。8,280総トン。全長161.52m、幅26.0m、航海速力20.2ノット。
車両積載数:トレーラー120台、乗用車210台。新来島どっく大西工場建造。
名古屋 - 新門司間に就航。
- 第18新福丸（フィーダーコンテナ船）

1999年6月竣工。499総トン。全長77.08m、幅12.6m、航海速力13.0ノット。
コンテナ積載数:104TEU。本田造船建造。
仙台 - 東京・横浜航路に就航。
- ほくと(初代)

1997年2月竣工。8,608総トン。全長162.3m、幅24.0m、航海速力23.3ノット。
車両積載数：12mトラック128台。今治造船建造。
敦賀 - 苫小牧航路に就航。2015年引退。

## 主な関連企業
- 近海郵船北海道（本社：苫小牧市）[18]

## 登場作品
以下の作品に、東京 - 釧路航路のカーフェリーが登場した。
- トラック野郎・望郷一番星 - 「まりも」「さろま」が序盤に登場。
- 男たちの旅路 第2部第3話 - 「まりも」「さろま」にて撮影。
- 幸福の黄色いハンカチ - 東京から北海道への移動手段として登場[6]。「まりも」が撮影に用いられた。
- 七瀬ふたたび NHK少年ドラマ版 5・6話 - 「さろま」にて撮影。
- セーラー服反逆同盟 第6話 - 「さろま」と東京港フェリー埠頭が登場。
- エスパー魔美 テレビアニメ第33話 - 「まりも」が登場。
- 風雨来記 - サブリナ型フェリーが序盤に登場。東京釧路航路フェリー終了後に発売。
- 納沙布岬殺人事件 - 梓林太郎の小説、「サブリナ」が登場。東京釧路航路フェリー終了後に発売。